# Tympanopleura atronasus
Tympanopleura atronasus é uma espécie de peixe sul-americano de água doce.